# Elmers Nunatak
Elmers Nunatak är en nunatak i Antarktis. Den ligger i Västantarktis. Argentina, Chile och Storbritannien gör anspråk på området. Toppen på Elmers Nunatak är 1 577 meter över havet.
Terrängen runt Elmers Nunatak är platt österut, men västerut är den kuperad. Trakten är obefolkad. Det finns inga samhällen i närheten.